# Arroyo del Ojanco
Arroyo del Ojanco – gmina w Hiszpanii, w prowincji Jaén, o powierzchni 57,31 km². W 2011 roku gmina liczyła 2525 mieszkańców.